# アルネ・ガルボルグ
アルネ・ガルボルグ (Arne Garborg　1851年1月25日 - 1924年1月14日)は、ノルウェーの小説家、詩人、翻訳者。代表作の一つである小説「Fred」(日本語では平安または平和の意）はノルウェーの新ロマン主義の代表作の一つとされている。またガルボルグはその作品のすべてを新ノルウェー語（ノルウェーで人口の1割程度が使用するノルウェー西方の方言を基にした言語）で書いたことでも知られ、新ノルウェー語のノルウェーでの地位の確立に貢献した。小説や詩の執筆のほかオデッセイの新ノルウェー語訳でも知られる。
ガルボルグはノルウェー西南のローガラン県ヤーレン地域の農場の8人兄弟の1人として生まれた。小説家としてのデビュー作である「Bondestudentar」(百姓学生、農民学生の意）は田舎から都会に出て生活と理想に失望していく学生の姿が書かれている。「Fred」では宗教と実生活のギャップに苦しむ父をモデルにしている。詩人としては「Haugtussa」（妖精の少女）では故郷ヤーレンの自然と恋に破れた少女を描いた。妻は作家・舞踏家のフルダ・ガルボルグ。

## 作品
小説
Ein Fritenkjar (1878)
Bondestudentar (1883)
Mannfolk(1886)
Hjaa ho Mor (1890)
Trætte Mænd (1891)
Fred (1892)
Den burtkomne Faderen (1899)
詩集
Haugtussa (1895)
I Helheim (1901)
戯曲
Uforsonlige (1888)
Læraren (1896)
翻訳、日記、評論、等
Smaa-stubber af Alf Buestreng, 1873
Henrik Ibsens «Keiser og Galilæer». En kritisk Studie af G. 1873
Den ny-norske Sprog- og Nationalitetsbevægelse (1877)
Gud signe Noregs land. salme (1878)
Kvinnestudentar: en sakprosatekst (1882)
Forteljingar og Sogar (1884)
Fri Skilsmisse : Indlæg i Diskussionen om Kjærlighed (1888)
Fri Forhandling: Ymse stykkje (paa norsk og dansk) um Tru og Tanke (1889)
Kolbotnbrev (1890)
Jonas Lie. En Udviklingshistorie (1893)
Knudahei-brev (1904)
Jesus Messias (1906)
Odyssevskvædet(オデュッセイア) 翻訳 (1918)
Rama-kvædet. Eit gamalindisk dikt. 1922. Ananda Acharya と共著
Dagbok 1905-1923 (没後出版 1925&1927)
Tankar og utsyn (没後出版 1950)
Han Lars i Lia 1883